# القنب الهندي في مولدوفا
القنب في مولدوفا غير قانوني ولكن بدون تجريم.
إن تعاطي المخدرات البسيط ليس جريمة في جمهورية مولدوفا, ولكنه يعد جريمة إدارية وفقًا للمادة 85 من قانون الجرائم الإدارية الصادر في عام 2008. الشراء غير المشروع للمخدرات أو المواد ذات التأثير النفساني بكميات صغيرة دون غرض يعاقب على التوزيع, وكذلك استهلاكها بدون وصفة طبية, بغرامة تصل إلى ثلاث وحدات تقليدية أو مع خدمة مجتمعية تصل إلى ساعتين.